# إمي نايتو
إمي نايتو (باليابانية: 内藤恵美؛ بالكانا: ないとう えみ) هي لاعبة كرة لينة يابانية، ولدت في 6 أكتوبر 1979.

## وصلات خارجية
- إمي نايتو على موقع أوليمبيديا (الإنجليزية)